# Rathaus Lüdenscheid

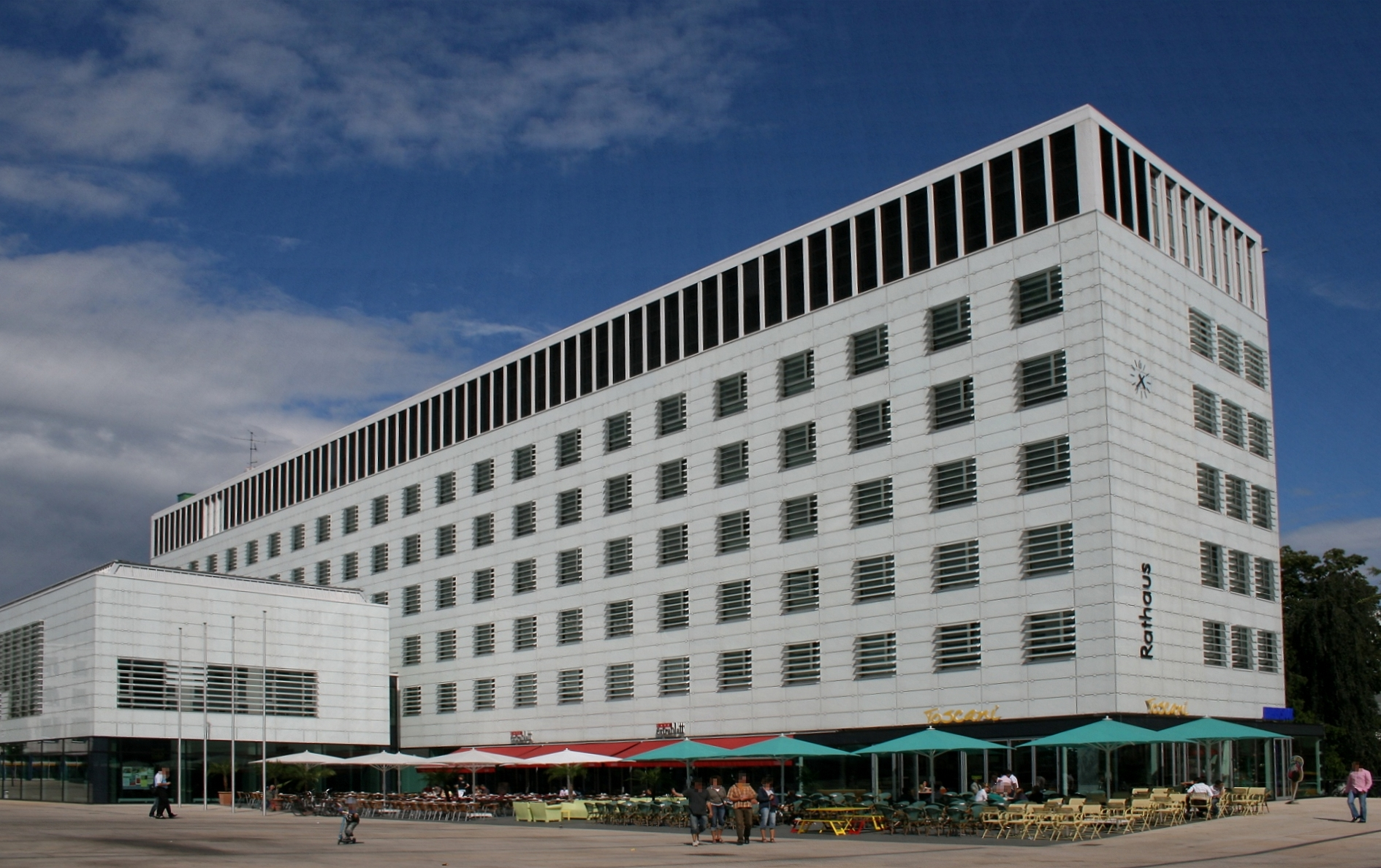
Rathaus Lüdenscheid

Das Rathaus Lüdenscheid ist Sitz der Stadtverwaltung von Lüdenscheid. Es befindet sich im westlichen Teil der Innenstadt von Lüdenscheid, unweit von der Einkaufszone Wilhelmstraße entfernt. Das Gebäude wurde ab 1956 erbaut und 1964 bezogen. Es entstand am seinerzeitigen Hauptverkehrsknotenpunkt der Stadt, dem „Straßenstern“, heute Sternplatz. Mit dem Bau wurde ein jahrzehntelanges Provisorium, nämlich die Aufteilung der städtischen Verwaltung auf mehr als ein Dutzend Standorte, beendet. Das 1874 errichtete Alte Rathaus hatte den Raumbedarf schon längere Zeit nicht mehr gedeckt, welcher mit der 1969 anstehenden Vereinigung von Stadt und Lüdenscheid-Land noch anstieg. An der Stelle des neuen Rathauses war bereits 1951 das barocke zweiflügelige Kaufmannsanwesen Haus Dicke aus der Zeit um 1700 abgerissen worden.
Ab dem Jahre 2001 fand eine Umgestaltung und Sanierung des Gebäudes, seit 2006 eine Neugestaltung des Umfeldes statt. Dabei wurden Entwürfe des Architekturbüros WES + Partner verwirklicht. Die ursprünglich mit verschiedenfarbigen mosaikartigen Wandfliesen gestalteten Fassaden wurden mit größeren undurchsichtigen Milchglaselementen verblendet. Außer durch die rasterförmig angeordneten Fenster ist damit eine optische Gliederung des Baukörpers von beträchtlicher Größe nicht gegeben. Der kühle Eindruck wird durch den Verbau der Fenster mit horizontalen Sonnenschutzklappen im Stil der restlichen Fassade gesteigert. Weitgehend neu konzipiert wurde das Erdgeschoss: Zu Gunsten von nunmehr integrierten Restaurants und Läden sind dort etwa die Hälfte der Fläche für die Stadtverwaltung und der alte Haupteingang am Sternplatz aufgegeben worden. Dabei gingen auch baukünstlerische Ausstattungen aus der Entstehungszeit des Rathauses verloren, etwa der Lüdenscheider Künstlerin Marie-Luise Quade. Die von K. T. Neumann mit Reliefs zur Stadtgeschichte anspruchsvoll gestalteten alten Türen des Ratssaales wurden durch schlichte neue Modelle ersetzt. Unter anderem erst nach öffentlichen Protesten erfolgte 2010 eine Neufassung der Kunstwerke und die Anbringung in der Nähe ihres eigentlichen Bestimmungsortes. Eine ursprünglich im Gebäude installierte Gedenktafel für die Opfer des nationalsozialistischen Regimes wurde in den Eingangsbereich des 2006 neu eröffneten Stadtarchivs umgehängt.